# The Airmail Mystery
The Airmail Mystery (bra: O Mistério do Correio Aéreo) é um seriado estadunidense de 1932, gênero aventura, dirigido por Ray Taylor, em 12 capítulos, estrelado por James Flavin e Lucille Browne. Produzido e distribuído pela Universal Pictures, veiculou nos cinemas estadunidenses a partir de 28 de março de 1932.
Este seriado é considerado perdido.

## Elenco
- James Flavin - Bob Lee
- Lucile Browne - Mary Ross
- Wheeler Oakman - Judson Ward
- Frank Hagney - Moran
- Sidney Bracey - Driscoll
- Nelson McDowell - Simms
- Walter Brennan - Holly
- Al Wilson - Jimmy Ross
- Bruce Mitchell - Cap. Grant
- Jack Holley - Andy

## Capítulos
1. Pirates of the Air
2. Hovering Death
3. A Leap for Life
4. A Fatal Crash
5. The Hawk Strikes
6. The Bridge of Destruction
7. The Hawk's Treachery
8. The Aerial Third Degree
9. The Attack on the Mine
10. The Hawk's Lair
11. The Law Strikes
12. The Mail Must Go Through

Fonte:

## Sinopse
Um piloto e o dono de uma mina de ouro lutam contra o diabólico Black Hawk, que inventou um plano em que pode decolar e pousar sem o uso de uma pista.[carece de fontes?]

## Produção
The Airmail Mystery foi o primeiro seriado de aviação produzido pela Universal Pictures e estabeleceu o padrão para os seriados e filmes seguintes